# بيار دان
بيار دان (بالإنجليزية: Pierre DAN)‏ هو المؤرخ الفرنسي، ولد حوالي عام 1580 وتوفي في 1649، كان الرئيس الأعلى لدير الماثوريين (نسبة للقديس سان ماثورين) في فونتينبلو بين 1636 و 1649.
تأسس هذا النظام والمسمى كذلك نظام الثالوث الأقدس ordre de la Sainte Trinité، في القرن الثاني عشر، لفداء الأسرى.

## أهداف النظام
- لقد ساهم هذا النظام في شراء العديد من المسيحيين من المغرب والجزائر وتونس اين كانوا مستعبدين.
- كانت قاعدة هذا النظام هو تخصيص تثث ابراداته لافتداء الاسرى من قبضة المسلمين
- قام المثلثون المنتعلون من الخامس عشر إلى القرن الثامن عشر بتنظيم حوالي 60 عملية من الأراضي الفرنسية لافتداء الاسرى وتوج ذلك بافتداء 6000 سجين على الأقل. وهذا هو سبب شعبية القديس سان ماثورين في يلاد بروطانيا ونورمانديا وهي مقاطعات بحارة.

## حياته
جاء الاب بيار دان إلى الجزائر العاصمة في 1634 مع صانصون لوباج مبعوثا من الملك الفرنسي وعاش بعض الوقت في الجزائر وجمع معلومات عن الحركة البشرية على سواحل شمال أفريقيا ومن ذلك الف كتابه «تاريخ شمال أفريقيا وقراصنتها» وهو كتاب سبق كتابه «الاسرى المشهورون».
ان كتابه الاسرى المشهورون بقي ومخطوطة لم تنته، وهي كلها قصص غريبة جدا ومفيدة للغاية عن تاريخ العبودية.
كان اسلوبه في كثير من الأحيان غامض، ولايخلو من سذاجة، ولكن بسبب كثرة الوثائق، وكلها قيمة، فإن المؤلف كانن على دراية كبرى بالأحداث كما قام كل من غرامون H.-D. Grammont وبياس L. Piesse بـ «ترجمة» ونشر في المجلة الأفريقية Revue Africaine عدد سنة 183-1884 .